# Мелен (річка)
Річка  Мелен (тур. Melen Çayı) — річка в Туреччині, яка впадає в Чорне море в провінції Дюздже на кордоні з провінцією Сакар'я.
Існує проєкт використання води басейну річки Мелен для водопостачання Стамбулу шляхом побудови низки водогонів.

## Характеристики
Річка Мелен має виток у найбільш східному куті провінції Дюздже, звідки вона тече провінцією в західному напрямку та протікає через місто Їгілдза (Yığılca). У верхній течії річка має назву Кючюк Мелен (Küçük Melen Çayı, küçük = „малий“). На річці побудована дамба Хасанлар. Після дамби вона тече в південно-західному напрямку та оминає столицю провінції Дюздже з півночі.
На захід від міста Гьол'яка(Gölyaka) на озері Мелен (Melen Gölü) річка Кючюк Мелен з'єднується з річками Аксу Дересі (Aksu Deresi) з заходу та меншою Угур Сую (Uğur Suyu) з південного сходу. Після цього річка отримує назву  (Büyük Melen Çayı, büyük = „великий“) та тече в північному напрямку до моря, куди впадає через 35 км.
Мелен протікає через мале місто Кумаєрі. А останні 10 км до впадіння в море річка утворює кордон між провінціями Дюздже та Сакар'я .
У місці впадіння річки в Чорне море розташоване поселення Меленагзі (Melenağzı).
У цілому довжина річки Мелен становить бл. 100 км. Басейн річки охоплює 2317 км².

## Проєкт водогону до Стамбулу
Проєкт перекидання води річки Мелен до Стамбулу низкою водогонів є найбільшим проєктом водопостачання в Туреччині.
Брак питної води у Стамбулі став відчутним на початку 1990-х через швидке зростання населення, що збільшилось через міграцію, стали відчутні проблеми з водопостачанням як населення, так і промислових підприємств. Тому зародилась ідея будівництва водогону.
Згідно з прогнозами населення Стамбула сягне у 2040 до 17 млн, тоді річна потреби у воді складе 1997 млн м³/рік. Проєкт підготовлено DSI у 1997 році, будівництво розпочалося у 2001. Перший етап проєкту було завершено 20 жовтня 2007 року.
Водогоном має постачатися 268 млн м³ води на першому етапі і 1,180 млн м³ води на третьому етапі спорудження.
На І стадії проєкту, вода з водосховища Мелен закачується в резервуар Мелен насосною станцією Мелен водогоном завдовжки 1,75 км. Вода з резервуару прямує трубопроводом завдовжки 129,6 км і тунелем Шиле-Алачали завдовжки 3,8 км до водосховища Алачали. Далі вода прямує до станції водоочищення Джумхуріет (ім. Республіки) тунелем Алачали-Омерлі-Хамідіє завдовжки 8,00 км і сталевою трубою завдовжки 8,9 км (на цій ділянці все самоплином). Якщо це необхідно, то надлишок води з системи Мелен може бути скинуто у водосховище Омерлі по відгалуженню від тунелю Алачали-Омерлі-Хамідіє. Потужність станції водоочищення Джумхуріет становить 720 000 м³/добу.
Від станції водоочищення Джумхуріет вода насосами подається до водонакопичувача напорним водогоном завдовжки 3,9 км. Далі вода прямує Босфорським тунелем завдовжки 5,551 м, 135 м від поверхні моря і подається до водорозподільного центру Кагитхане.
На етапі II та III буде споруджено відповідно Другий і Третій водогони та перекачуваючі станції.